# Львиный зев сицилийский
Львиный зев сицилийский (лат. Antirrhinum siculum) — вид травянистых растений семейства Подорожниковые (Plantaginaceae).

## Ботаническое описание
Многолетнее, травянистое растение с вертикальными, свободно ветвящимися стеблями высотой от 20 до 60 см. Часто ветвление можно распознать только по коротким пазушным пучкам листьев. Растение в основном безволосое, только соцветия железисто-волосистые. Листья обычно супротивные снизу и очерёдные сверху, длиной от 20 до 60 мм и шириной от 2 до 6 мм, от линейной до узкоэллиптической формы. Нижние прицветники сливаются со стеблевыми листьями, а верхние имеют длину всего около 5 мм и, таким образом, сходны по длине с цветочными стеблями. Чашечка цветка имеет яйцевидно-ланцетные и почти заострённые доли чашечки около 5 мм длиной. Венчик длиной от 17 до 25 мм, бледно-жёлтого цвета, редко с красными прожилками.
Плоды — яйцевидные, железисто-волосистые коробочки длиной от 10 до 12 мм.

## Распространение
Вид встречается на Сицилии, Мальте и, возможно, в юго-западной Италии, но культивируется по всему Средиземноморью как декоративное растение и со временем там же вид одичал. Растёт на скалах и стенах.